# الغرابة (تمسكلفت)
الغرابة هو دُوَّار يقع بجماعة آيت إيمور، عمالة مراكش، جهة مراكش آسفي في المملكة المغربية. ينتمي الدوّار لمشيخة تمسكلفت التي تضم 26 دوار. يقدر عدد سكانه بـ 140 نسمة حسب الإحصاء الرسمي للسكان والسكنى لسنة 2004.

## روابط خارجية
- البوابة الوطنية للجماعات الترابية
- المندوبية السامية للتخطيط